# Colonophora
Colonophora é um gênero de traça pertencente à família Cosmopterigidae.